# Lamprini Tsakalou
Lamprini Tsakalou (født 7. August 1993 i Arta, Grækenland) er en græsk håndboldspiller, der spiller for RK Krim og Grækenland håndboldlandshold.